# Monica Grady
Monica Mary Grady, (Leeds, 15 juli 1958) is een Britse ruimtewetenschapper, vooral bekend vanwege haar werk aan meteorieten. Momenteel is ze hoogleraar planetaire en ruimtewetenschappen aan de Open University en is ze rector magnificus van Liverpool Hope University.

## Carrière
Grady studeerde in 1979 af aan de Universiteit van Durham, waar ze studente was aan St Aidan's College. Vervolgens voltooide ze in 1982 een doctoraat over koolstof in steenmeteorieten aan Darwin College in Cambridge, waar ze studeerde onder professor Colin Pillinger en ook haar man ontmoette.
Grady was voorheen werkzaam bij het Natural History Museum, waar zij de nationale meteorietencollectie van het Verenigd Koninkrijk beheerde. Ze heeft een internationale reputatie opgebouwd op het gebied van meteorietenkunde en heeft veel artikelen gepubliceerd over de geochemie van koolstof- en stikstofisotopen in primitieve meteorieten, over Marsmeteorieten en over interstellaire componenten van meteorieten.
Grady werd in 2000 benoemd tot Fellow van de Meteoritical Society, in 2012 tot Fellow van het Institute of Physics en in 2015 tot Fellow van de Geochemical Society (dit zijn erebenoemingen die worden verleend door de voorzitter en de raad van elke vereniging, op voordracht van collega-wetenschappers). Sinds 1990 is zij Fellow van de Royal Astronomical Society en sinds 1992 Fellow van de Mineralogical Society of Great Britain and Ireland. Van 2012 tot 2013 was zij voorzitter van de Meteoritical Society. In 2016 ontving ze de Coke Medal van de Geological Society of London voor haar werk op het gebied van wetenschapscommunicatie.
Grady gaf in 2003 de Royal Institution Christmas Lectures, met als onderwerp "Een reis door ruimte en tijd". Ter ere van haar werd asteroïde (4731) Monicagrady genoemd.
In 2010 keerde Grady terug naar Durham, waar hij drie maanden doorbracht aan St Mary's College als Fellow van het Institute of Advanced Study. Grady werd in 2012 benoemd tot Commandeur in de Orde van het Britse Rijk (CBE) voor haar verdiensten voor de ruimtewetenschappen.
In 2014 sprak Grady met BBC News over de doelstellingen en de betekenis van het ruimtevaartuig Rosetta. Grady zei: "De grootste vraag waar we een antwoord op proberen te krijgen is: waar komt het leven op aarde vandaan?" Een video van haar zeer enthousiaste reactie toen Philae succesvol op de komeet landde, werd via diverse media op internet verspreid. Op 31 juli 2015 verscheen ze in het Radio 4-programma Desert Island Discs.
In juli 2019 ontving Grady een eredoctoraat honoris causa van de Liverpool Hope University voor haar werk op het gebied van de communicatie van wetenschap en geloof. In januari 2020 werd ze geïnstalleerd als derde rector.
Grady is een van de leden van Euro-Cares, een door de EU gefinancierd Horizon2020-project dat tot doel heeft een stappenplan te ontwikkelen voor een Europese faciliteit voor monsterconservering. Deze faciliteit is bedoeld voor de conservering van kostbare monsters die afkomstig zijn van verkenningsmissies van het zonnestelsel naar asteroïden, Mars, de maan en kometen.

## Persoonlijk
Grady is Rooms-Katholiek. Haar jongste zus, Dr. Ruth Grady, is hoofddocent microbiologie aan de Universiteit van Manchester. Grady's echtgenoot, professor Ian Wright, is eveneens planetair wetenschapper aan de Open University. Ian was hoofdonderzoeker van het Ptolemy-instrument op de Philae-lander, onderdeel van ESA's Rosetta-ruimtesonde. Ian en Monica hebben één zoon, Jack Wright, die in de filmindustrie werkt.